# Lammbock – Alles in Handarbeit
Lammbock – Alles in Handarbeit ist eine deutsche Filmkomödie aus dem Jahr 2001 von Christian Zübert.

## Handlung
Die Freunde Stefan und Kai betreiben in Würzburg unter dem Namen Lammbock einen Pizza-Lieferdienst. Ihre Spezialität ist die Pizza Gourmet, bei der in einer kleinen Alupackung unter der mittleren Salamischeibe Cannabis aus eigenem Anbau mitgeliefert werden. Vor ihrer Tür campen Männer, von denen einer am Tourette-Syndrom leidet. Während Kai mit seinem Leben zufrieden ist, kommen Stefan, Sohn eines Richters und kurz vor dem Ende seines Jurastudiums, Zweifel an seinem Lebensstil. Der Film zeigt dies in mehreren Episoden, die jeweils mit Zwischentiteln eingeleitet werden.
Die Geschäfte laufen gut, bis Stefan und Kai entdecken, dass ihre Hanfplantage von Blattläusen befallen ist. In einem Fachgeschäft bietet sich der Kiffer Achim mit Rat an. Er ist jedoch ein verdeckter Drogenfahnder, und als sie ihn mit zur Plantage nehmen, kommt es zur Katastrophe: Achim bricht wegen des Verzehrs von gesammelten Pilzen zusammen und wird zusammen mit einem Jäger, der Stefan und Kai zur Rede stellen wollte, und dem geernteten Cannabis im Kofferraum verstaut. Sie entgehen knapp einer Polizeikontrolle und können den Jäger loswerden, doch Achim kommt zu Bewusstsein und gibt sich als Polizist zu erkennen. Nur durch die Hilfe von Stefans Vater, der mit Achims Ausbilder befreundet ist, entgehen sie strafrechtlichen Konsequenzen.
Außerdem zieht Stefans Freundin Gina für ein Auslandssemester fort, während seine Exfreundin Jenny eine Party feiert.  Stefan erwägt, die Beziehung mit Jenny wieder aufleben zu lassen und vergewaltigt nach einer Party eine schlafende Frau, die er für Jenny hält, sich im Morgenlicht aber als seine Schwester Laura entpuppt.  Diese war zuvor ihrem Freund Tim fremd gegangen und hatte ihn daraufhin verlassen, um mit Kai anzubandeln.
Kai lebt sein Leben weiter wie bisher, während sich Stefan auf sein Examen konzentriert. In der Examensprüfung ändert jedoch auch Stefan seine Meinung, gibt seine Arbeit unfertig ab und entschließt sich damit für ein Leben jenseits der Konventionen, von dem er schon lange geträumt hat (seine Ex-Freundin hatte ihn zuvor in einer Szene daran erinnert, dass er doch eigentlich eine Strandbar auf einer Karibikinsel eröffnen wollte, um ihrer Verwunderung über seine Entscheidung zum Jura-Studium Ausdruck zu verleihen). Vor der Universität wartet bereits Kai mit einer Pizza Gourmet auf ihn. Stefan teilt ihm mit, dass er sich entschieden habe, sein altes Leben abzubrechen und seinen Traum, Strandcafébesitzer im Süden zu werden, zu verwirklichen. Kai bringt Stefan zum Flughafen und während der Fahrt rauchen beide einen letzten gemeinsamen Joint.

## Trivia
- Christian Zübert war durch die Regisseure Quentin Tarantino und Kevin Smith stark beeinflusst. So haben die Figuren Frank und Schöngeist starke Ähnlichkeit mit den Figuren Jay und Silent Bob aus den Werken Kevin Smiths. Erwähnung findet die Figur Mr. Pink aus Reservoir Dogs (als „subtil cooles“ Pseudonym von Kai für einen möglichen HIV-Test); deutlich sichtbar sind die Filmplakate zu Pulp Fiction und From Dusk Till Dawn – allesamt Werke, die Tarantino inszenierte oder die er mitschrieb.
- Frank trägt die (echte) Trainingsjacke des Fußballvereins VfL Volkach; diese Tatsache wird im zweiten Teil neuerlich aufgegriffen.
- Frank leidet am Tourette-Syndrom.
- Mehmet Scholl taucht im Film mehrfach in Erzählungen, in Posterform und als Video-Spiel-Figur auf.
- Die Pizzeria als Originaldrehdort befindet sich im Hinterhof auf der Siegburger Straße 112 in Köln.
- Am Filmanfang fährt Stefan mit seinem Wagen über die Alte Mainbrücke, obwohl diese seit 1992 nur für Fußgänger zugänglich ist.
- Der Song gegen Ende des Filmes nach dem Geständnis bei Stefans Vater heißt Buenas Tardes Amigo und ist von der Band Ween.
- Die Universität am Ende des Films ist die „Alte Universität“, die heute die TH Köln beherbergt und sich in der Claudiusstraße in der Kölner Südstadt befindet.
- Der Name „Lammbock“ soll laut Christian Zübert in Anlehnung an einen beliebten Pizza-Express in Würzburg namens „Lambo“ entstanden sein. Ein Freund von ihm konnte den Namen nicht mehr richtig aussprechen, wenn er im Cannabisrausch war. Er sagte dann immer „Lammbock“.[2]
- Die Geschwister Christof und Sabine Wackernagel verkörpern im Film den Polizei-Ausbilder sowie die Verkäuferin im Gartencenter.
- Das Gartengeschäft ist, wie man im Hintergrund erkennen kann, das Dinger’s Gartencenter in Köln.
- Im Film Goldene Zeiten spielt Lucas Gregorowicz einen Rechtsanwalt namens Stefan; in seiner Wohnung hängen die gleichen Karibikposter wie im Film Lammbock.
- Im Oktober 2024 wurde der Betreiber einer Pizzeria in der Düsseldorfer Altstadt festgenommen, da er als Beilage für die Pizza Nr. 40 Kokain verkaufte.[3]

## Kritiken
„Lakonische Provinzkomödie im Stil amerikanischer Slackerfilme, die trotz guter schauspielerischer Leistungen wenig überzeugt, weil sich der dialoglastige Debütfilm viel auf andere Filme, aber auf keine greifbare Wirklichkeit bezieht.“

„Milieugenau wie ‚Bang Boom Bang‘ und mit viel fränkischem Lokalkolorit versehen, gehört Züberts Hanfarbeit zu den kleinen Entdeckungen des diesjährigen deutschen Films. 4 von 5 Punkten“

„So albern wie zugedröhnte Jungs eben sind. […] Die absurd-lakonischen Dialoge entschädigen für die dürre Handlung und derbe Klamaukszenen.“

„Das Regiedebüt von Christian Zübert […] ist eine wunderbare kleine Komödie um Kiffer. Der Film ist zwar nicht sonderlich gekonnt inszeniert, wartet dafür aber mit gelungener Situations- und Wortkomik auf. Dank einem mal wieder glänzend aufgelegten Moritz Bleibtreu ist dies ein überaus amüsanter Spaß.“

## Fortsetzung
Im Sommer 2016 begannen die Dreharbeiten für den Nachfolger, der den Titel Lommbock trägt. In Lommbock spielen, wie auch bereits in Lammbock, wieder Lucas Gregorowicz und Moritz Bleibtreu mit. Kinostart in Deutschland war der 23. März 2017.

## Auszeichnungen
- 2002: Besondere Erwähnung in der Kategorie Spielfilm an Christian Zübert beim Cinema Jove – Valencia International Film Festival